# Мајкл Адамс
Мајкл Адамс (енгл. Michael Adams; рођен 17. новембар 1971. у месту Труро, Корнвол, Енглеска) је британски шаховски велемајстор.

## Шаховска биографија
Побеђује на британском шампионату 1989. када је имао 17 година. Понавља овај успех 1997.
Дели прво место са Анандом на међузонском турниру у Гронингену 1993. а следеће године у мечу кандидата побеђује Тивјакова, али губи од Ананда у полуфиналу.
1995. у Дос Херманесу делио је прво место са Камским и Карповом.
Побеђује земљака Шорта на ФИДЕ шампионату у Гронингену 1997, али поново губи од Ананда у полуфиналу.
Његова најимпресивнија победа је подела првог места са Свидлером у Дортмунду 1998. испред Ананда и Иванчука, а сам побеђује у Дос Херманасу 1999. испред Крамника и Карпова.
На ФИДЕ шампионату у Лас Вегасу 1999. Адамс побеђује фаворита Крамника и четвртфиналу али губи у следећој рунди такмичења од релативно непознатог Акопјана.
Други је заједно са Шировом а иза Каспарова у Сарајеву 2000. На ФИДЕ шампионату у Њу Делхију 2000, побеђује Свидлера и Топалова, али још једном губи од Ананда у полуфиналу.
На ФИДЕ шампионату у Москви 2001. побеђује Свидлера а губи од Адамса у прелиминарним борбама.
2002. на ФИДЕ шампионату побеђује прве три рунде али испада од Свидлера.
На ФИДЕ шампионату 2004. долази до финала и губи од Рустама Казимџанова у доигравању пошто је меч завршен нерешено 3:3. У накнадном мечу је било 1½:½. 
У јулу 2004. био је шести играч света са рејтингом од 2738 и постаје енглески играч број 1.
У мају-јуну 2007. Адамс учествује у мечу кандидата и квалификује се за ФИДЕ шампионат света 2007. У првој рунди игра нерешено са Шировом 3:3, али затим у доигравању губи са 2½:½.
- Bill and Michael Adams. 1996. Chess in the Fast Lane. Cadogan.
- Bill and Michael Adams. 1991. Development of a Grandmaster. Pergamon.

Адамс побеђује на петом меморијалном турниру „Хауард Стентон“ који је одржан у августу 2007. са скором од 8½/11 (6 победа уз пет ремија), завршивши турнир са пола поена предности у односу на Ивана Соколова и Лок ван Велија. Турнир је игран у Лондону.
У септембру 2007. узима учешће у мечу Уједињено Краљевство – Кина, одржаном у Ливерпулу, Енглеска. У тиму је био и бивши светски првак Најџел Шорт. Ово је било први пут после 15 година да су у тиму Британије играла два велемајстора. Британци су изгубили меч резултатом 20:28, а Адамс је имао скор од 3½:/6.

## Човек против машине: ½: 5 ½
2005. године Адамс губи меч од супер-компјутера Хидра резултатом ½ : 5 ½. Пет партија је изгубио а само је другу партију успео да ремизира. За овај пораз је добио награду од 10.000 америчких долара.

## Шаховске олимпијаде

### Укупни учинак кроз статистику
| Године    | Σ поена | Σ партија |  | +  | =  | -  |  | %    | Освојене медаље на олимпијади тимске \| појединачне |
| 1990-2006 | 65      | 100       |  | 40 | 50 | 10 |  | 65.0 | 0 - 0 - 1 \| 0 - 0 - 1                              |

### Статистика по годинама
| Година | Табла | Σ поена | Σ партија |  | + | = | - |  | %    | тимско место | појединачно |
| 2006.  | 1     | 8       | 11        |  | 6 | 4 | 1 |  | 72.7 | 19.          |             |
| 2004.  | 1     | 10      | 13        |  | 7 | 6 | 0 |  | 76.9 | 30.          | 3.          |
| 2002.  | 1     | 8½      | 13        |  | 5 | 7 | 1 |  | 65.4 | 7.           |             |
| 2000.  | 1     | 8½      | 12        |  | 5 | 7 | 0 |  | 70.8 | 7.           |             |
| 1998.  | 1     | 3½      | 7         |  | 1 | 5 | 1 |  | 50.0 | 11.          |             |
| 1996.  | 2     | 7½      | 13        |  | 3 | 9 | 1 |  | 57.7 | 4.           |             |
| 1994.  | 2     | 8½      | 12        |  | 6 | 5 | 1 |  | 70.8 | 4.           |             |
| 1992.  | 3     | 6½      | 11        |  | 5 | 3 | 3 |  | 59.1 | 10.          |             |
| 1990.  | 4     | 4       | 8         |  | 2 | 4 | 2 |  | 50.0 | 3.           |             |

## Светски тимски шампионати

### Укупни учинак кроз статистику
| Године     | Σ поена | Σ партија |  | + | = | - |  | %    | Освојене медаље на светском првенству тимске \| појединачне |
| 1989, 1997 | 7½      | 13        |  | 4 | 7 | 2 |  | 57.7 | 0 - 0 - 1 \| 0 - 0 - 2                                      |

### Статистика по годинама
| Година | Табла   | Σ поена | Σ партија |  | + | = | - |  | %    | тимско место | појединачно |
| 1997.  | 2       | 5       | 8         |  | 3 | 4 | 1 |  | 62.5 | 4.           | 3.          |
| 1989.  | 1. рез. | 2½      | 5         |  | 1 | 3 | 1 |  | 50.0 | 3.           | 3.          |

## Европски тимски шампионати

### Укупни учинак кроз статистику
| Године                | Σ поена | Σ партија |  | +  | =  | - |  | %    | Освојене медаље на светском првенству тимске \| појединачне |
| 1989-1997, 2001, 2007 | 25      | 40        |  | 16 | 18 | 6 |  | 62.5 | 1 - 0 - 1 \| 1 - 1 - 3                                      |

### Статистика по годинама
| Година | Табла | Σ поена | Σ партија |  | + | = | - |  | %    | тимско место | појединачно |
| 2007.  | 1     | 5½      | 8         |  | 3 | 5 | 0 |  | 68.8 | 16.          | 3.          |
| 2001.  | 1     | 6½      | 9         |  | 5 | 3 | 1 |  | 72.2 | 4.           | 1.          |
| 1997.  | 2     | 5       | 9         |  | 2 | 6 | 1 |  | 55.6 | 1.           |             |
| 1992.  | 3     | 6½      | 8         |  | 5 | 3 | 0 |  | 81.3 | 1.           | 3.+ 3.      |
| 1989.  | 2     | 1½      | 6         |  | 1 | 1 | 4 |  | 25.0 | 8.           |             |